# ۵-سولفوسالیسیلیک اسید
۵-سولفوسالیسیلیک اسید (به انگلیسی: 5-Sulfosalicylic acid) با فرمول شیمیایی C۷H۶O۶S یک ترکیب شیمیایی است. که جرم مولی آن ۲۱۸٫۱۸۵ g/mol می‌باشد. 